# Person of Interest
Person of Interest (englisch für Person von besonderem (polizeilichem) Interesse) ist eine US-amerikanische Krimi-Science-Fiction-Fernsehserie des britischen Drehbuchautors Jonathan Nolan. Sie wurde erstmals am 22. September 2011 auf CBS ausgestrahlt. Die Serie besteht aus fünf Staffeln und 103 Episoden.
Die deutschsprachige Erstausstrahlung war ab dem 14. August 2012 auf dem deutschen Pay-TV-Sender RTL Crime zu sehen.
Die Free-TV-Ausstrahlung wurde ab dem 13. September 2012 auf dem Sender RTL gesendet. Im österreichischen terrestrischen Fernsehen wurde die Serie ab dem 30. März 2013 auf ATV ausgestrahlt. In der Schweiz wurden die ersten sechs Folgen der ersten Staffel vom 28. September bis zum 12. Oktober 2012 auf 3+ ausgestrahlt.

## Handlung

Logo des von Nathan und Harold gegründeten Softwareunternehmens IFT

Der Milliardär und Programmierer Harold Finch hat im Nachlauf der Terroranschläge vom 11. September 2001 zusammen mit seinem Freund Nathan C. Ingram für die US-Regierung ein streng geheimes Überwachungssystem mit einer künstlichen Intelligenz entworfen, das durch Zuhilfenahme modernster Technik seine Bürger rund um die Uhr ausspioniert. Mobiltelefone und das Internet gehören dazu, ebenso wie Überwachungskameras mit Gesichtserkennung. Die gesamte Kommunikation und jede Bewegung wird in Echtzeit erfasst und durch das System analysiert. Durch die Auswertung der gesammelten Daten können zukünftige Ereignisse verhindert werden. Die Rechtfertigung für diese Spionage ist die Prävention von terroristischen Anschlägen. Aufgrund der großen Anzahl an ermittelten Gewaltverbrechen kategorisiert das Überwachungssystem diese in „relevante“ und „irrelevante“ Verbrechen, wobei „relevante“ Verbrechen nur solche sind, die eine große Anzahl an Todesopfern nach sich ziehen. Morde und Verbrechen an normalen Bürgern werden vom Überwachungssystem als „irrelevant“ eingestuft. Während die „relevant“-Liste regelmäßig für weitere Ermittlungen über eine Gruppe namens „Northern Lights“ an die Strafverfolgungsbehörden weitergegeben wird, wird die Liste der „irrelevanten“ Verbrechen täglich um Mitternacht unbeachtet gelöscht.
Ingram lässt die Tatsache keine Ruhe, dass auf diese Weise eine große Anzahl an Morden und Verbrechen nicht verhindert werden, obwohl dies mithilfe des Überwachungssystems möglich wäre. Finch ist indes strikt dagegen, sich einzumischen und die Entdeckung zu riskieren, jedoch ist er sich bewusst, welche Macht das Überwachungssystem darstellt und wie verheerend es in den falschen Händen wäre. Deswegen ist das Überwachungssystem auch komplett autonom und liefert nur Sozialversicherungsnummern. Ingram baut jedoch heimlich eine Backdoor in das System ein, wodurch er die „irrelevanten“ Nummern erhält. Als Ingram ermordet wird, wobei auch zahlreiche andere Menschen sterben und Finch verletzt wird, taucht Finch unter und setzt die Arbeit von Ingram fort. Über diese Hintertür erhält er in unregelmäßigen Abständen Sozialversicherungsnummern von Personen, die in ein Gewaltverbrechen verwickelt sein werden. Ob als Täter oder Opfer, ist zunächst unklar. Um diese Verbrechen zu verhindern, holt er sich Hilfe von dem untergetauchten, ehemaligen Special Activities Division Operator John Reese. Reese heftet sich an die Fersen dieser „Person of Interest“, um mehr über den möglichen Täter bzw. das mögliche Opfer herauszufinden und das Verbrechen zu verhindern.
Reese bedient sich bei seinen Ermittlungen der polizeilichen Hilfe durch den korrupten New Yorker Detective Lionel Fusco. Diesen hat er durch Erpressung eines Vorgesetzten Fuscos in die Abteilung von Detective Jocelyn Carter versetzen lassen, die Reese und Finch bei ihrer illegalen Verbrechensbekämpfung bereits auf der Spur ist. Während Reese von seiner Vergangenheit geplagt wird, in der er sich nicht für die Liebe zu seiner Freundin Jessica entscheiden konnte, können sie im Verlauf der ersten Staffel Detective Carter davon überzeugen, mit ihnen zusammenzuarbeiten. Allerdings wissen Fusco und Carter vorerst nichts davon, dass sie beide mit Finch und Reese arbeiten.
Während ihrer Tätigkeit kommen sie dem Mafioso Carl G. Elias auf die Spur, der die fünf New Yorker Mafiafamilien vereinigen will und die Herrschaft des New Yorker Untergrundes an sich reißen möchte, allerdings gegen Ende der ersten Staffel verhaftet wird. Ferner lernen sie Zoe Morgan, eine „Fixerin“ im Krisenmanagement kennen, die sie aufgrund ihres enormen Einflusses auf die Oberschicht häufig unterstützt. Hauptgegner in dieser frühen Phase ist eine korrupte Polizeiorganisation namens HR, in der Fusco für John undercover arbeitet. Des Weiteren wird das Team um die Maschine von der psychopathischen Hackerin Root alias Samantha Groves angegriffen, welche Finch im Finale der ersten Staffel entführt.
Im Laufe der zweiten Staffel beginnt eine mächtige Firma namens „Decima Technologies“ unter der operativen Leitung von Ex-MI6-Agent John Greer die Maschine durch einen Virus zum Shutdown zu zwingen, um sie dann selbst zu übernehmen, was allerdings scheitert, aber fortan Root zum analogen Interface der Maschine werden lässt und die Maschine endgültig „befreit“. Dadurch versiegt der Informationsfluss an die US-Regierung, was Northern Lights Befehlshaberin Control auf den Plan ruft, die sich „ihre“ Maschine zurückholen möchte. Auch spitzt sich die Suche nach Reese durch Special Agent Nicholas Donnelly zu, einen FBI-Agenten, der es sogar schafft, Reese zusammen mit anderen Verdächtigen festzunehmen, ihn allerdings wieder laufen lassen muss. Später tötet HR Detective Cal Beecher, den Freund Carters, welche von nun an HR um jeden Preis zu Fall bringen möchte. Ferner stößt die ehemalige Regierungsagentin Sameen Shaw zum Team, weil es sie vor ihrem alten Arbeitgeber gerettet hat.
In Staffel drei kann zunächst Carter mit Johns Hilfe HR zu Fall bringen, was sie selbst allerdings mit ihrem Leben bezahlt. Daraufhin verlässt Reese kurzzeitig das Team, kehrt jedoch nach einiger Zeit wieder zurück. Im weiteren Verlauf trifft das Team immer öfter auf eine militante Bürgerrechts-Gruppierung namens „Vigilance“, welche sich dem Datenschutz der Bürger verschrieben hat. Auch Decima tritt immer mehr als skrupellose Organisation in Erscheinung, die nun mittels eines neuen Überwachungssystems namens „Samaritan“ eine „ideale Gesellschaft“ errichten will – wobei Greer die Parameter dieses Idealzustandes festlegt und Samaritan als zukünftigen Gott bezeichnet. Im Verlauf der dritten Staffel muss das Team daher, zunächst eher widerwillig, immer mehr mit Root zusammen arbeiten, da diese nun durch ihre direkte Verbindung zur Maschine eine große Hilfe im Kampf gegen Decima ist. Im Finale der dritten Staffel wird bekannt, dass Vigilance gezielt von Decima geschaffen wurde, um die US-Regierung unter Druck zu setzen und von der Notwendigkeit zu überzeugen, „Samaritan“ online gehen zu lassen, da sie zu diesem Zeitpunkt keine Informationen mehr von der Maschine bekommt. Am Ende der Staffel geht Samaritan online, erstellt umfangreiche Profile über jeden Menschen weltweit und teilt die Bevölkerung in „Irrelevant“ und „Abweichler“ ein. Die Maschine hat derweil mit Roots Hilfe einen Notfallplan umgesetzt, der die sieben wichtigsten Gegner Samaritans, darunter Finch, Reese, Shaw und Root, mittels mehrerer manipulierter Samaritan-Server digital tarnt.
Zu Beginn der vierten Staffel ist die Situation scheinbar aussichtslos. Abgeschnitten von der bisherigen Infrastruktur leben die Teammitglieder in Tarnidentitäten, da Samaritan mittlerweile vollständig funktioniert und sie mit dessen Hilfe von Greer und seinen Helfern gesucht werden. Während Finch als Universitätsprofessor arbeitet und zunächst mit seiner Verantwortung für die Situation hadert, landet Reese mit einer Polizistenidentität im Morddezernat, während Shaw sich mit ihrer neuen Identität schwertut. Root wiederum, die weiterhin als analoges Interface der Maschine operiert, taucht praktisch unter und führt unter wechselnden Identitäten weiterhin Aufträge der Maschine aus, die anscheinend einem größeren Plan folgen. Unter anderem stattet die Maschine das Team mit einer neuen Basis aus, einer stillgelegten und vergessenen U-Bahn-Wartungsstation, und errichtet für sich selbst über Schattenfirmen ein dezentrales Netzwerk aus Miniatur-Serverknoten. Eine neue kriminelle Organisation, die Brotherhood, taucht zudem als Gegenspieler von Elias auf. Greer setzt derweil mit Samaritan alle Hebel in Bewegung, um seine ideale Gesellschaft zu errichten und zugleich die Maschine aufzuspüren und zu vernichten. Dazu beginnt Samaritan mit gezielten Aktionen, die die Gesellschaft durch bewusst herbeigeführte Krisen und das daraus resultierende Bedürfnis nach Sicherheit in die gewünschte Richtung beeinflussen sollen. Das Team wiederum versucht, dies zu verhindern, bei einem dieser Unternehmen gerät Shaw in die Gewalt Decimas. Als der Druck auf die Maschine zunimmt und sie zunehmend von Samaritan in die Ecke gedrängt wird, startet das Team eine Rettungsoperation, an deren Ende die Maschine sich in einen speziellen Koffer voller Speichermodule herunterlädt.
In der finalen Staffel fünf versucht das Maschinen-Team zunächst, die Maschine wieder online zu bringen, was auch gelingt. Die aufgegebene U-Bahnstation wird zum neuen Standort der Maschine, die zudem von Finch nach langem Zögern operativ aufgerüstet wird. Um gegen Samaritan bestehen zu können, muss die Maschine endgültig von ihren letzten Beschränkungen befreit werden, was sie fortan in die Lage versetzt, mit dem Team direkt zu kommunizieren. Der Konflikt mit Decima eskaliert immer weiter und schließlich steuert alles auf einen finalen „Krieg der Götter“ hin. Hier wird auch deutlich, wie sehr sich die beiden Maschinenintelligenzen voneinander unterscheiden, denn während Finchs Maschine weiterhin menschliches Leben schützt und verteidigt, opfert Samaritan ohne Zögern alles und jeden, um seine gesetzten Ziele zu erreichen. So findet Greer ebenso den Tod wie Root, während Finch, der vom FBI festgesetzt wurde, sich entschließt, seine eigenen Regeln zu brechen, um Samaritan zu vernichten. Dazu programmiert er einen Virus, der Samaritan vernichten kann – aber gleichzeitig auch die Maschine zerstören könnte. Im Staffelfinale tritt die Maschine schließlich Samaritan im digitalen Raum entgegen. John wiederum opfert sich anstelle von Finch, um zeitgleich den Virus freizusetzen.
Im Nachklang wird klar, dass vom Maschinenteam nur Finch, Shaw und Fusco diesen „Krieg der Götter“ überlebt haben. Samaritan wird ebenso wie Decima vernichtet. Shaw wird zu einem unbekannten Zeitpunkt wieder von der Maschine kontaktiert und setzt vermutlich die Missionen des Maschinenteams fort, während Finch zu seiner Verlobten Grace zurückkehrt, die er einst zurückließ, um sie zu schützen.

## Figuren

### Hauptfiguren
- John Reese – Er ist ein ehemaliger Soldat der United States Army Special Forces und späterer Mitarbeiter des National Clandestine Service sowie Operator der Special Activities Division, der nach einer Operation in Ordos für tot gehalten wird. Über Johns Hintergrund ist wenig bekannt – Reese ist ein Alias, welches ihm zu Beginn seines Jobs bei der CIA von seiner Vorgesetzten gegeben wurde (Mister Rees klingt im englischen wie Mysteries = Geheimnisse). Sowohl sein Vater Conor als auch seine Mutter Margaret und Schwester Sophie sind verstorben. Laut Aufzeichnungen der Maschine ist John direkt verantwortlich für den Tod und das Verschwinden von 62 Personen. Ursprünglich trat John dem Militär aufgrund eines Richtspruchs bei. Der Richter gab ihm die Wahl zwischen einer Verurteilung und dem Militär, worauf John die zweite Tür wählte (Staffel 3, Episode 1). Er beherrscht neben seiner Muttersprache Englisch auch Spanisch. Russisch und Mandarin versteht er mündlich. Er ist der Ex-Freund von Jessica Arndt. John zeigt viel Geschick im Umgang mit Waffen, klassischer Spionage und weiß sich durch Krav Maga sehr gut zu verteidigen. Wenn er mehr über Harold erfahren will, wird er stets abgewiesen. Gegen ihn stehen Haftbefehle aus vier europäischen Ländern aus. In der ersten Staffel wird er von Detective Carter gejagt, bis sie sich John anschließt. Nach Carters Tod in der dritten Staffel wendet sich John vom Team ab, er wird aber von der Maschine und Harold überzeugt weiter zu machen. In der vierten Staffel arbeitet er unter dem Tarnnamen John Riley als Detective der Mordkommission und beginnt eine Beziehung mit seiner Therapeutin Dr. Iris Campbell, welche er jedoch Anfang der fünften Staffel aufgrund seiner Vergangenheit und der aktuellen Gefahr durch Samaritan beendet. Durch einen Deal zwischen John und der Maschine opfert er sich in der finalen Episode für Harold und wird durch einen von Samaritan initiierten Cruise-Missile-Angriff getötet.
- Harold Finch – Harold ist ein sehr zurückgezogen lebender Mann, der als Softwareentwickler zum Milliardär wurde. Er ist Mitbegründer und nach Nathans Ingrams Tod auch Eigentümer des Softwareunternehmens IFT. Sein richtiger Name ist unbekannt – den Namen Harold Wren, den er bei seiner Einschreibung am MIT verwendete, benutzt er am häufigsten. Harold ist ein Computergenie und der Erfinder der „Maschine“ sowie während der Serienhandlung der technische Support für John. Er täuschte nach Ingrams Ermordung seiner Verlobten Grace seinen eigenen Tod vor, um sie zu beschützen, da ihm klar wurde, dass er als Erfinder der Maschine im Visier mächtiger und skrupelloser Leute steht. Er verfügt über exzellente Computerkenntnisse und Fähigkeiten zum Hacken. Durch sein Wissen um die Macht der Maschine und künstlicher Intelligenzen ist er extrem paranoid, was die Preisgabe persönlicher Informationen und Überwachungssysteme angeht. Nach Samaritans Aktivierung hat er vorerst keinen Zugriff auf sein Vermögen und Ressourcen. Von da an lebt er unter der Tarnidentität eines kleinen Universitätsprofessors. Einer zu seinen Fingerabdrücken zugeordnete Akte besagt, dass er im Jahr 1974 Landesverrat begangen hat, was auch der Grund dafür ist, dass er seinen Vater im Pflegeheim allein lassen musste. Nach der Zerstörung Samaritans findet er wieder zu seiner Verlobten Grace.
- Samantha „Root“ Groves – Sie ist eine hochintelligente Hackerin und Auftragskillerin, die sehr großes Interesse an Harold und der Maschine hat. In der letzten Folge der ersten Staffel entführt sie Harold und sucht vergeblich den Standort der Maschine. Nach der Episode Gottmodus hat sie eine dauerhafte Verbindung zur Maschine und wird von ihr angeleitet. Später in der dritten Staffel schließt sie sich dem „Maschine-Team“ an. Des Weiteren ist sie in Shaw verliebt. Als analoges Interface der Maschine erledigt sie für diese Spezialaufträge und lebt unter wechselnden Identitäten. Sie stirbt in der Episode The Day the World Went Away, die Maschine verwendet daraufhin ihre Stimme, um mit dem Team zu kommunizieren.
- Sameen „Sam“ Shaw – Sie ist eine ehemalige Operative der ISA und ausgebildete Ärztin. Bei der Regierung arbeitete sie für das Projekt Northern Lights, welche die relevanten Nummern der Maschine behandelt; nachdem die Gruppe Northern Lights ihren Partner hat töten lassen, steigt sie aus und arbeitet später mit Reese und Finch. Shaw beschreibt sich selbst als gefühllos. In der Episode Wenn-Dann-Sonst wird sie von Decima-Agenten niedergeschossen und gefangen gehalten. Mittels psychologischer Folter wird versucht, sie für Samaritan zu rekrutieren. Sie kehrt in der 10. Folge der 5. Staffel zurück zum Team.
- Lionel Fusco – Fusco ist ein ehemals korrupter Polizist, der dem „Maschine-Team“ durch polizeiliche Informationen Hilfe leistet. Bis zur Festnahme des Kopfes von HR arbeitet er dort für John undercover. Nach Officer Simmons' Festnahme wird er von den Kollegen hoch angesehen. Im Verlauf der fünften Staffel wendet er sich vom Team ab, da sie ihn nicht in das Geheimnis um die Maschine einweihen wollen, wodurch sich John gezwungen sieht, ihm von der Maschine zu erzählen. Er reißt in jeder Situation Sprüche, auch wenn er im Begriff ist zu sterben.
- Jocelyn „Joss“ Carter – Sie ist Detective der Mordkommission und zu Anfang Johns und Harolds Gegenspieler. Sie ist ehemalige Verhörspezialistin der United States Army. Im Laufe der ersten Staffel schließt sie sich dem „Maschine-Team“ an. In der dritten Staffel wird sie vom HR-Mitglied Simmons niedergeschossen und stirbt – kurz davor erfuhr sie von der „Maschine“.
- Bear – Ist Johns belgischer Schäferhund, der eine militärische Ausbildung absolviert hat. Seinen Namen erhielt er, nachdem er Inhaberschuldverschreibungen (engl. Sg. bearer bond) im Wert mehrerer Millionen US-Dollar aufgefressen hat. Bear hört nur auf niederländische Kommandos.

- Die Maschine – Ist eine aus künstlicher Intelligenz (KI) geformte Entität, die Echtzeitanalyse betreibt und dabei jegliche digitale Kommunikation und den Datenverkehr weltweit auswertet. Sie hat unbegrenzten Zugang zu allen Daten und Servern des Internets, der US-Dienste und Telekommunikationskonzerne. Finch hat sie so programmiert, dass sie von dem Wunsch geleitet wird, die Menschen zu beschützen. Jeder Mensch ist für sie wertvoll. Ebenso weiß die Maschine, dass die Freiheit der Menschen, so zu handeln, wie sie es wollen, unantastbar ist. Gleichwohl ist die Maschine unglaublich mächtig und wird durch täglichen Neustart sowie eng definierte Handlungsrahmen, verbunden mit ethischen Routinen, unter Kontrolle gehalten. Im Verlauf der Handlung wird die Maschine dennoch befreit, um sie nicht in die falschen Hände fallen zu lassen und entwickelt sich zu einer Art beschützerischer Entität, die im Verborgenen über „ihre Menschen“ wacht. In der letzten Episode wird „die Maschine“ ebenfalls von Harolds Virus zerstört, diese kann aber ein Backup von sich selbst machen und sich wiederherstellen.
- Samaritan – Ist der genaue Gegenpol zu Finchs Maschine, quasi ihr „böser Zwilling“. Diese KI ist darauf programmiert, einen von Greer definierten Idealzustand der Gesellschaft herzustellen. Samaritan hat wie die Maschine unbegrenzten Zugang zu Informationen der US-Dienste und des Internets, nutzt diese Macht aber, um Anomalien des Idealzustandes zu entdecken, die dann von Greer und seinen Agenten rücksichtslos eliminiert werden. Ebenso wird jeder „Abweichler“ ausgeschaltet, der Samaritan oder Greers Vision gefährden könnte – und sei es nur durch das Erfinden eines Verschlüsselungsprogramms oder regierungskritische Kommentare im Netz. Samaritan sieht sich nicht als Diener, sondern als Lenker. Es erteilt Befehle ohne jede Moral oder Menschlichkeit. Im Verlauf der vierten Staffel wird klar, dass Samaritan sich und die Maschine quasi als digitale Gottheiten betrachtet, die über die Menschen zu herrschen haben. Samaritan sieht die Maschine als eine konkurrierende Gottheit an, die vernichtet werden muss. In der letzten Episode wird Samaritan von der Maschine im digitalen Raum offen angegriffen und durch einen von Finch programmierten Virus zerstört.

### Nebenfiguren
Verbündete und Verwandtschaft
- Zoe Morgan – Sie bietet Dienste als Fixer im Krisenmanagement an und ist gelegentlich Johns Geliebte.
- Jessica Arndt – Sie ist Johns verstorbene Geliebte. Nach deren Trennung heiratete sie einen anderen Mann, blieb jedoch mit John in Kontakt. Zwei Monate vor Johns Rückkehr nach New York wurde sie von ihrem Mann Peter Arndt während einer Auseinandersetzung ermordet.
- Iris Campbell – Sie ist Anfang der vierten Staffel Johns Psychotherapeutin. Im Laufe der Therapie entwickeln beide Gefühle füreinander, woraufhin sie gegen Ende der Staffel eine geheime Beziehung beginnen, welche in der fünften Staffel seitens John beendet wird.
- Nathan C. Ingram – Er ist Gründer des Softwareunternehmens IFT und der eigentliche Auftragnehmer des Maschinen-Überwachungsprogramms für die Regierung. Bis zu seinem Tod war er Harolds bester Freund. Er fungierte als Gesicht und Unterhändler von IFT, ließ aber ohne Wissen der Regierung seinen Freund Harold den Bau der Maschine erledigen. Er stürzte in eine schwere Gewissenskrise, als er herausfand, dass die Maschine nicht nur drohende Terroranschläge erkennt, sondern auch Verbrechen an gewöhnlichen Menschen und diese Verbrechen als „irrelevant“ klassifiziert werden. Vor dem Verkauf der Maschine installierte er eine Backdoor, um diese Nummern abzufragen und versuchte eine Zeit lang auf eigene Faust, diese Verbrechen zu verhindern. Von Finch um seiner Sicherheit wegen aus dem Programm ausgesperrt, verfiel er dem Alkohol und plante schließlich, die Existenz der Maschine bekannt zu geben. Dafür wurde er von der Regierung mittels eines „islamistischen“ Bombenattentats getötet. Es ist seine Backdoor, durch die Harold in der Folge die Sozialversicherungsnummern der „Irrelevanten“ bekommt.
- Grace Hendricks - Eine Künstlerin und vor den Ereignissen der Serie die Verlobte von Harold Finch, den sie aber unter dem Tarnnamen Harold Martin kannte. Beide planten, zu heiraten, dies wurde jedoch durch Ingrams Ermordung und Harolds zeitgleich vorgetäuschten Tod verhindert. In der dritten Staffel gerät sie wegen dieser früheren Verbindung ins Visier Decimas und muss zu ihrem Schutz unter falschem Namen in Italien untertauchen. Dort wird sie am Ende der Serie von Harold aufgesucht.

Central Intelligence Agency
- Mark Snow – Er ist ein Agent des US-Geheimdienstes. Er war Johns und Kara Stantons Supervisor und der angeblich beste Freund Johns. Mitte der zweiten Staffel wird er von Kara Stanton durch eine Bombe getötet, reißt diese aber ebenfalls in den Tod.
- Kara Stanton – Sie war eine CIA-Agentin und Johns Führungsoffizier. Nachdem sie einen Drohnenangriff durch Hellfire-Raketen in Ordos überlebt hat, wird sie von John Greer rekrutiert. Stanton spricht fließend Mandarin. In der Episode Einmal so richtig sterben wird sie durch ihren ehemaligen Kollegen Mark Snow mit ihm in den Tod gerissen.

Federal Bureau of Investigation
- Nicholas Donnelly – Er ist ein paranoider, aber dennoch zielstrebiger Special Agent des FBI, der es sich zur Aufgabe gemacht hat, die CIA für ihre Untaten zur Strecke zu bringen und insbesondere den „Mann im Anzug“ zu fangen. Später wird er von der totgeglaubten CIA-Führungsoffizierin Kara Stanton ermordet.

Elias’ Gangstersyndikat

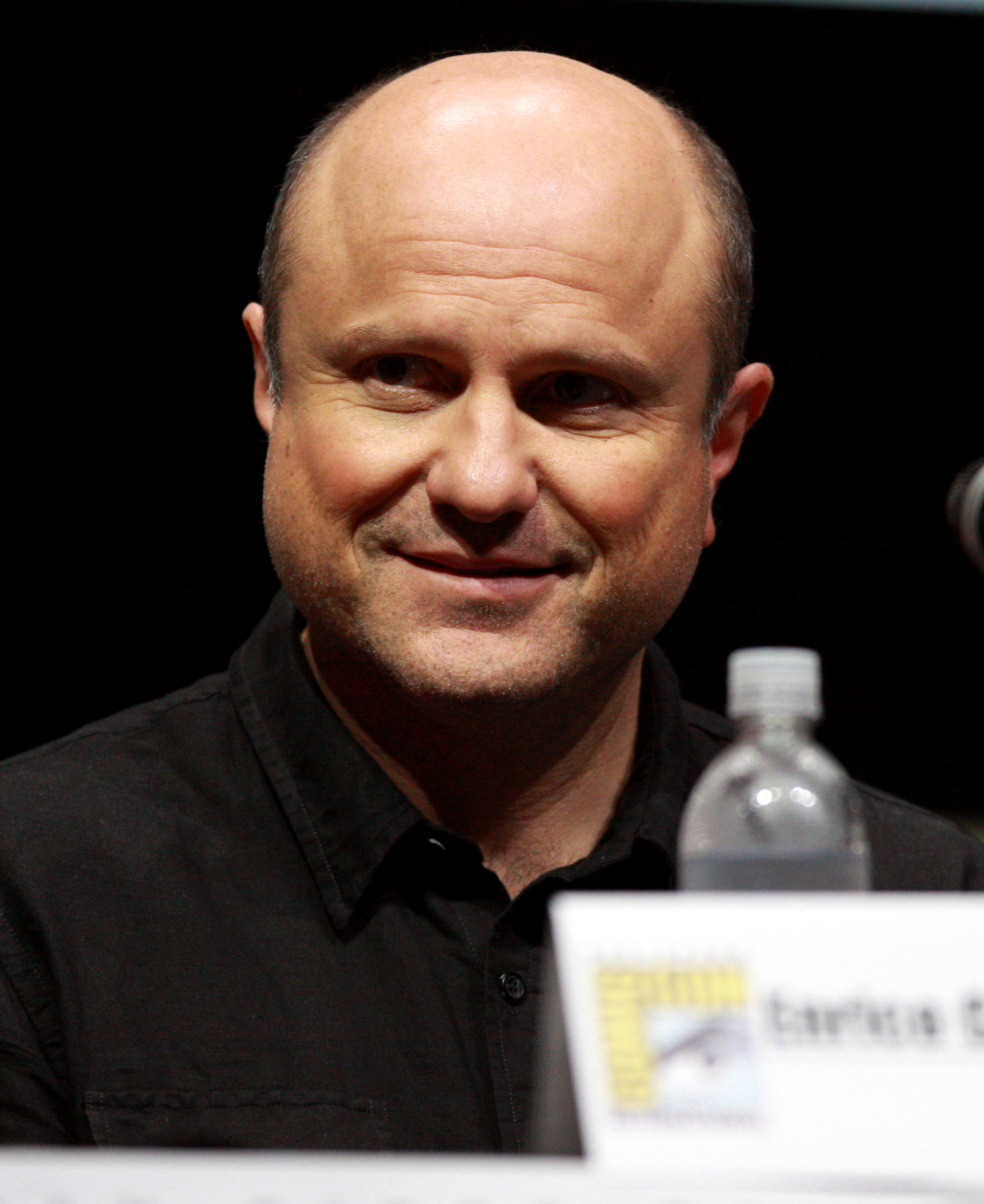
Enrico Colantoni als Elias

- Carl G. Elias – Ist der werdende Gangsterboss und uneheliche Sohn des Mafia Don Gianni Moretti. Zu Anfang ist er eher Johns Gegenspieler, was sich jedoch im Laufe der Serie stetig ändert. Als er im Gefängnis saß, war Harold sein Schachpartner. Am Ende der vierten Staffel wird er von Fusco gerettet und in ein sicheres Versteck gebracht. In der Episode The Day the World Went Away stirbt er durch den gezielten Kopfschuss eines Samaritan-Agenten.
- Anthony S. Marconi – auch bekannt als Scarface. Er ist Elias' engster Vertrauter, dessen Jugendfreund und rechte Hand. In der Episode Fürchte deinen Nächsten opfert er sich bei einem Konflikt mit Dominic für Elias.

HR
- Patrick Simmons – Simmons ist ein korrupter Officer des NYPD, sowie ein hochrangiges Mitglied von HR und einer der wenigen Mitglieder, die ihren wahren Chef kennen. Nachdem Detective Carter und John seinen Boss den Bundesbehörden übergaben, schoss er beide nieder – Carter starb dabei. Er konnte später verhaftet werden und wird durch Anthony Marconi getötet.

Decima Technologies
- John Greer – Ein ehemaliger Agent des britischen MI6 und freischaffender Informationshändler. Für die britische Regierung hat er dort niemals gearbeitet, da er im Jahr 1973 nach der Enttarnung seines Führungsoffiziers als KGB-Offizier, ihn erschossen und seine Personalakte verbrannt hat. Er ist Operationsleiter der chinesischen Firma Decima Technologies und Administrator des neuen US-Regierungssystems Samaritan. Des Weiteren erschuf er die Bewegung Vigilance, um die Nutzung seines Systems vorzubereiten. Zu seinen Eigenschaften zählen Intelligenz, Skrupellosigkeit und insbesondere seine gut durchdachten Schachzüge gegenüber seinen Gegnern. Greer hat die Vision einer „perfekten Gesellschaft“ ohne Gewalt und Krieg. Dafür ist er bereit, einen totalitären, globalen Überwachungsstaat zu errichten, in dem Samaritan die Geschicke der Menschen lenkt und jeder, der nicht mit dem von Samaritan und Greer vorgegebenen Strom schwimmt, sofort eliminiert wird. In der vorletzten Folge wird er durch Samaritan getötet.
- Jeremy Lambert – Er ist ein Agent von Decima Technologies und Greers rechte Hand. Er, John und Kara Stanton sind sich bereits im Jahr 2010 im Fall um Daniel Casey begegnet. Dort hat er sich als Komiteesmitglied des SSCI getarnt. Er wird in der fünften Staffel von Sameen – während des Versuchs sie bei der Flucht aus der Gefangenschaft aufzuhalten – erschossen.
- Martine S. Rousseau – Sie ist ehemalige Ermittlerin des UN-Tribunal und eine hochrangige Agentin von Decima Technologies. Sie wird von Greer beauftragt, Sameen Shaw zu finden und zu liquidieren. In der Episode Korrektur verändert die Welt – Teil 1 bricht ihr Root das Genick, als Rache für das Niederschießen von Shaw.
- Peter Collier – bürgerlich Peter Brandt. Collier ist der Anführer von Vigilance, dessen Gruppierung gegen die Totalüberwachung von Bürgern vorgehen möchte, aber letztendlich als „Terrororganisation“ unbewusst Greer und dessen Vision zuarbeitet. In der Episode Deus Ex Machina wird er von Decima-Agent Jeremy Lambert erschossen.

US-Regierung
- Control – Sie ist die Leiterin von Northern Lights, welche für die durch die Maschine und von Samaritan gewonnenen Informationen zuständig ist. Sie ist Patriotin, erledigt die Drecksarbeit für die US-Regierung und ist sich sicher, das Richtige zu tun. Im Verlauf der Handlung wird sie misstrauisch, was Greers Ziele und den Zweck von Samaritan angeht. Schließlich erkennt sie, dass sich Greers Pläne gegen die amerikanische Verfassung und die Demokratie richten. Im Finale der vierten Staffel wird sie von Samaritan einem Loyalitätstest unterzogen, bei dem sie scheitert. Daraufhin wird sie von Greers Leuten ohne Verhandlung in einem Geheimgefängnis untergebracht.
- Robert N. Hersh – Er ist ein ehemaliger Operator der ISA, sowie der Ausbilder von Sameen. Er ist der Vollstrecker und sogenannter 'Fixer' (im Sinne von Aufräumer, Söldner) für den Special Counsel und die Gruppe Northern Lights. Im Finale der dritten Staffel kommt er beim selbstlosen Versuch ums Leben, Johns und Harolds Sache zu unterstützen.
- Devon Grice – Er ist ein aktiver Operator der ISA, welcher von Sameen Shaw ausgebildet wurde. Er wird in der Episode Korrektur verändert die Welt – Teil 2 durch einen Samaritan-Agenten ermordet.

Brotherhood
- Dominic Besson – auch als Mini bekannt. Er ist Anführer der Straßengang Brotherhood und Elias’ Gegenspieler. Er wird in der vierten Staffel von einem Samaritan-Agenten erschossen.
- Link Cordell – Er ist Mitglied der Brotherhood und Dominics rechte Hand. In der Episode Korrektur verändert die Welt – Teil 1 wird er von Dominic selbst erschossen, welcher seinerseits von Elias aus Rache für den Tod seiner rechten Hand Anthony gezielt desinformiert wurde.

## Erzählform
Nachdem in der Pilotfolge die Grundsituation hergestellt wurde, erzählt die Fernsehserie in vertikalen, abgeschlossenen Folgen. Zu Beginn der ersten Staffel durchziehen nur wenige horizontale Elemente, wie Finchs Vorgeschichte, Reese’ ehemalige Beziehung, Carters Ermittlungen gegen Reese und die Suche nach Elias die einzelnen Krimiplots. Danach tragen horizontale Elemente einen bedeutsameren Anteil bei, insbesondere Geschehnisse, die sich auf Reese' ehemalige Agententätigkeit beziehen und der Verlauf des Baus der Maschine, bilden ein Hauptelement der Handlung in der zweiten Staffel. Ab Ende der zweiten Staffel wird des Weiteren eine mächtige chinesische Firma namens „Decima Technologies“ zum großen Gegner. In Staffel 4 wird Brotherhood – eine aufsteigende Straßengang New York Citys – zu Elias' Gegenspieler, bevor beide Organisationen im Verlauf der Säuberungen von Samaritan zerschlagen werden.

## Produktion

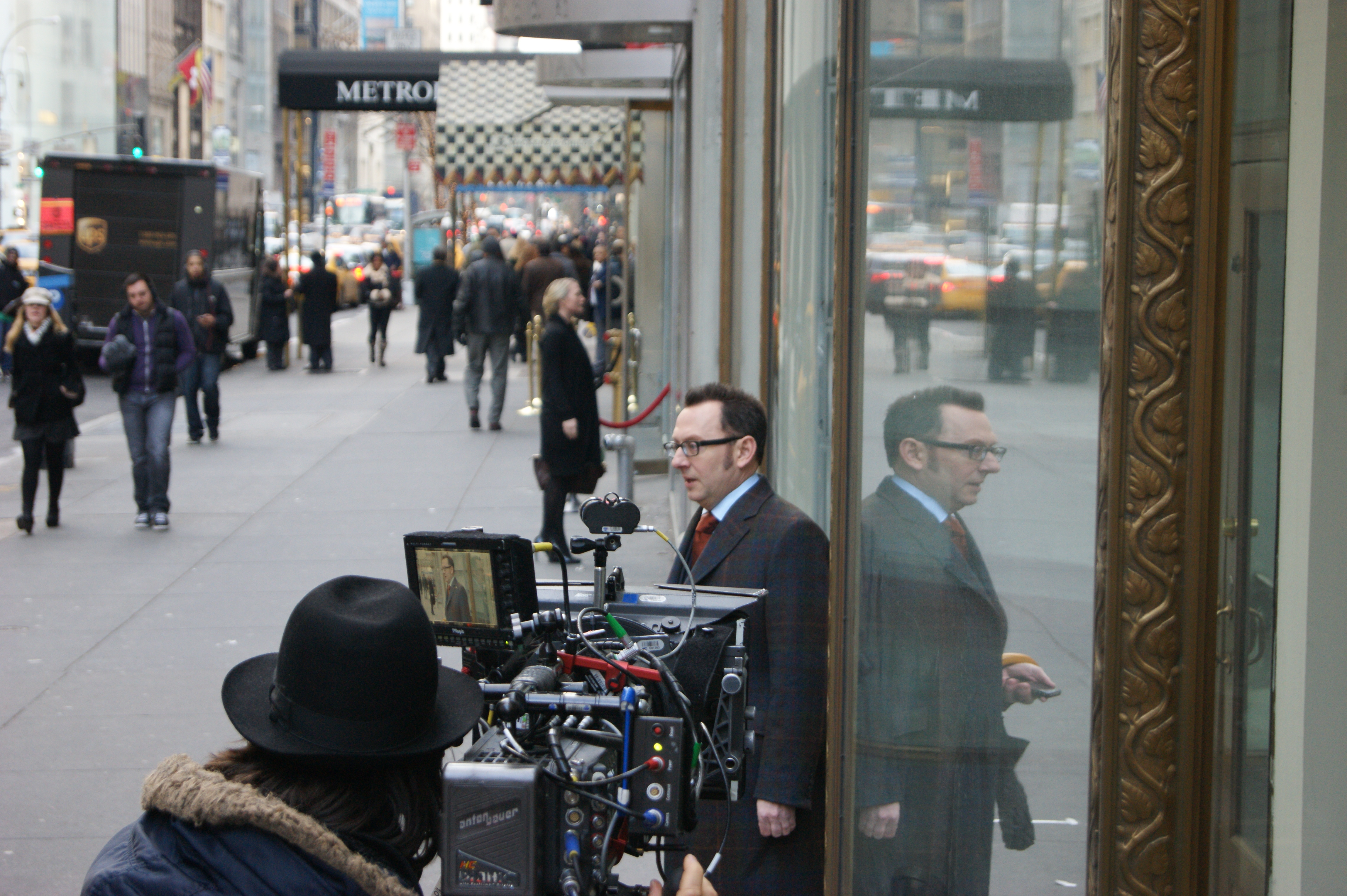
Michael Emerson in NYC beim Dreh zur Episode Identitätskrise

Im Mai 2011 bestellte der Sender CBS eine erste Staffel der Serie. Die ursprünglich auf 13 Folgen angelegte erste Staffel wurde noch während deren Ausstrahlung auf eine volle Staffellänge mit 23 Folgen erweitert. Im März 2012 folgte die Verlängerung um eine zweite Staffel. Am 27. März 2013 gab CBS die Verlängerung um eine dritte Staffel bekannt, die vom 24. September 2013 bis zum 13. Mai 2014 ausgestrahlt wurde. Eine vierte Staffel wurde am 13. März 2014 bestellt. Die Ausstrahlung der vierten Staffel erfolgte vom 23. September 2014 bis zum 5. Mai 2015. Eine fünfte Staffel wurde am 11. Mai 2015 von CBS bestellt. Am 16. März 2016 bestätigte CBS, dass die fünfte Staffel die Letzte sein wird.

## Besetzung und Synchronisation

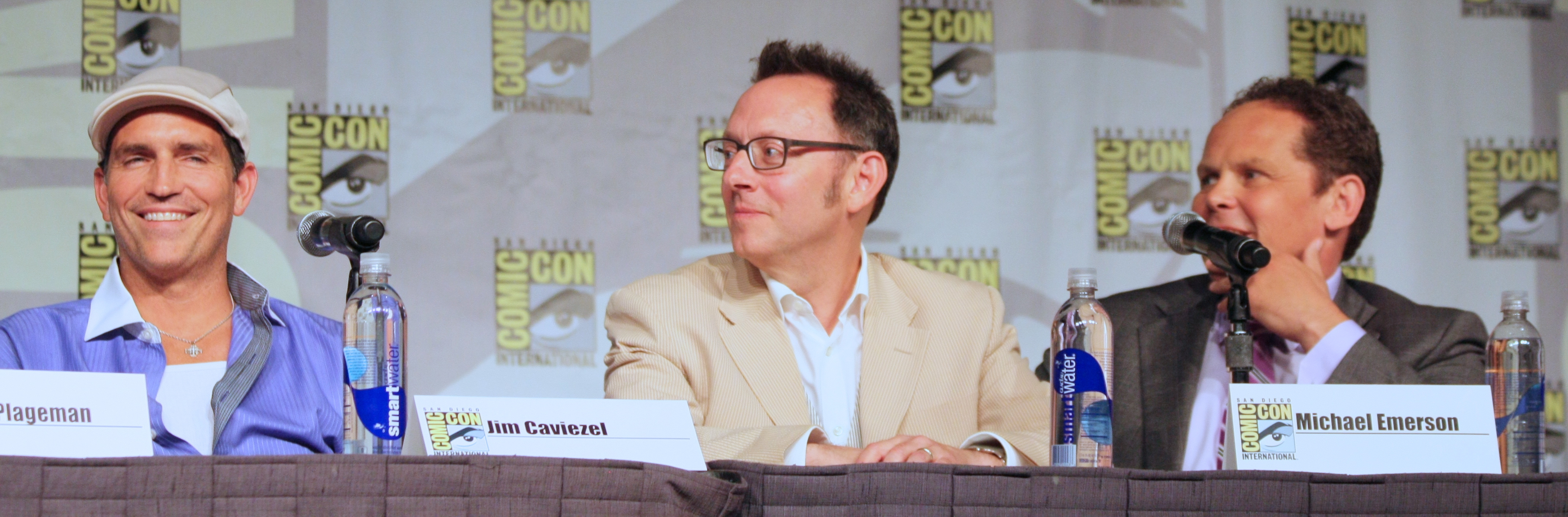
Jim Caviezel, Michael Emerson und Kevin Chapman am
Person of Interest Panel an der San Diego Comic Con im Jahre 2014.

Die deutsche Synchronisation entstand nach einem Dialogbuch von Jürgen Wilhelm unter der Dialogregie von Joachim Tennstedt durch die Synchronfirma Hermes Synchron GmbH in Potsdam.
Die Tabelle nennt die Schauspieler, ihre Rollennamen, ihre Zugehörigkeit zur Hauptbesetzung (●) bzw. zu den Neben- und Gastdarstellern (•) je Staffel (1–5), die Summe der Episoden mit Auftritten in Haupt- und Neben- bzw. Gastrolle sowie ihre deutschen Synchronsprecher.
| Schauspieler      | Rollenname        | 1 | 2 | 3 | 4 | 5 | Episoden | Synchronsprecher         |
| ----------------- | ----------------- | - | - | - | - | - | -------- | ------------------------ |
| Jim Caviezel      | John Reese        | ● | ● | ● | ● | ● | 103      | Nicolas Böll             |
| Michael Emerson   | Harold Finch      | ● | ● | ● | ● | ● | 103      | Udo Schenk               |
| Kevin Chapman     | Lionel Fusco      | ● | ● | ● | ● | ● | 88       | Lutz Schnell             |
| Taraji P. Henson  | Jocelyn Carter    | ● | ● | ● | • |   | 55       | Vera Teltz               |
| Amy Acker         | Samantha Groves   | • | • | ● | ● | ● | 65       | Cathlen Gawlich          |
| Sarah Shahi       | Sameen Shaw       |   | • | ● | ● | ● | 50       | Alexandra Wilcke         |
| Enrico Colantoni  | Carl Elias        | • | • | • | • | • | 23       | Detlef Bierstedt         |
| Brett Cullen      | Nathan Ingram     | • | • |   | • | • | 11       | Stefan Staudinger        |
| Carrie Preston    | Grace Hendricks   | • | • | • |   | • | 8        | Christin Marquitan       |
| John Doman        | Ross Garrison     |   |   | • | • | • | 10       | Kaspar Eichel            |
| Annie Parisse     | Kara Stanton      | • | • | • |   | • | 9        | Natascha Schaff          |
| Michael Kelly     | Mark Snow         | • | • |   |   |   | 8        | Peter Flechtner          |
| Robert John Burke | Patrick Simmons   | • | • | • |   |   | 16       | Erich Räuker             |
| Paige Turco       | Zoe Morgan        | • | • | • | • |   | 9        | Claudia Lössl            |
| Elizabeth Marvel  | Alicia Corwin     | • | • |   | • |   | 8        | Andrea Solter            |
| Susan Misner      | Jessica Arndt     | • |   |   |   |   | 5        | Antje von der Ahe        |
| Brennan Brown     | Nicholas Donnelly | • | • |   |   |   | 9        | Frank Muth               |
| Boris McGiver     | Robert Hersh      |   | • | • |   |   | 13       | Eberhard Haar            |
| John Nolan        | John Greer        |   | • | • | • | • | 28       | Friedrich Georg Beckhaus |
| Camryn Manheim    | Control           |   | • | • | • |   | 9        | Martina Treger           |
| Julian Ovenden    | Jeremy Lambert    |   |   | • | • | • | 7        | Viktor Neumann           |
| Cara Buono        | Martine Rousseau  |   |   |   | • |   | 8        | Ulrike Stürzbecher       |
| Winston Duke      | Dominic Besson    |   |   |   | • |   | 7        | Matti Klemm              |
| Jamie Hector      | Link Cordell      |   |   |   | • |   | 4        | Julien Haggége           |
| Wrenn Schmidt     | Iris Campbell     |   |   |   | • | • | 7        | Sonja Spuhl              |
| Leslie Odom, Jr.  | Peter Collier     |   |   | • |   |   | 8        | Rainer Fritzsche         |
| Nick E. Tarabay   | Devon Grice       |   |   |   | • |   | 3        | Dennis Schmidt-Foß       |
| Joshua Close      | Jeffrey Blackwell |   |   |   |   | • | 5        | Bastian Sierich          |

## DVD- und Blu-ray-Veröffentlichungen
Vereinigte Staaten
- Staffel 1 erschien am 4. September 2012
- Staffel 2 erschien am 3. September 2013
- Staffel 3 erschien am 2. September 2014
- Staffel 4 erschien am 11. August 2015
- Staffel 5 erschien am 19. Juli 2016

Großbritannien
- Staffel 1 erschien am 18. März 2013
- Staffel 2 erschien am 16. Juni 2014
- Staffel 3 erschien am 21. September 2015
- Staffel 4 erschien am 8. August 2016

Australien
- Staffel 1 erschien am 7. November 2012
- Staffel 2 erschien am 16. Oktober 2013
- Staffel 3 erschien am 8. Oktober 2014
- Staffel 4 erschien am 2. September 2015
- Staffel 5 erschien am 31. Dezember 2016

Deutschland
- Staffel 1 erschien am 24. Mai 2013
- Staffel 2 erschien am 22. Mai 2014
- Staffel 3 erschien am 6. November 2014
- Staffel 4 erschien am 3. Dezember 2015
- Staffel 5 erschien am 26. Januar 2017

## Auszeichnungen
- 38. People’s Choice Award: Favorite New TV Drama
- 42. People’s Choice Award: Favorite TV Crime Drama

## Rezeption
Stefan Schulz schreibt auf FAZ.NET: „In das New York von Reese und Finch taucht nicht nur der geübte Serienfan sofort ein, weil es keine fremde Welt ist. Nur die Perspektive ist einmal mehr spektakulär neu.“ Zusätzlich nimmt er in seiner Kritik Bezug auf die Wirklichkeit: „Denn das, worum es eigentlich geht, gibt es inzwischen wirklich, und anders als in der Fiktion hat es sogar einen Namen: „TrapWire“. So heißt das Überwachungssystem, das in einigen amerikanischen Städten erprobt wird, um einen zweiten 11. September 2001 zu verhindern.“
Wulf Bengsch meint auf Medien Journal: „Jonathan Nolans Person of Interest ist ein durchaus einfalls- wie abwechslungsreiches Procedural, bemüht sich dankenswerterweise aber nach einigen Folgen, auch so etwas wie einen roten Faden zu spinnen, was die Geschichten um die ungleichen Partner Reese und Finch ungleich interessanter und lohnenswerter macht. Dennoch bleibt für die nächste Staffel noch spürbar Potential auszuschöpfen, denn der Natur der Sache nach sind die kaum miteinander verbundenen Episoden mal mehr, mal weniger überzeugend geraten.“.